# Ordre noir (comics)
L’Ordre noir (« Black Order » en VO) est le nom d'une équipe de super-vilains évoluant dans l'univers Marvel de la maison d'édition Marvel Comics. Créée par le scénariste Jonathan Hickman et le dessinateur Mike Deodato Jr., l'équipe apparaît pour la première fois de manière partielle dans le comic book New Avengers #8 en septembre 2013, puis à partir de Infinity (en) #1 en octobre 2013.
Le groupe était également connu sous le nom de « Children of Thanos » (« Les enfants de Thanos »).
L'Ordre noir apparaît au sein des films Avengers de l'univers cinématographique Marvel : dans Avengers: Infinity War (2018) et Avengers: Endgame (2019).

## Biographie de l'équipe

### La version de Thanos
L'Ordre noir est un groupe d'extraterrestres impitoyables qui servent Thanos. Ils aident Thanos à raser des mondes dont ils exigent le tribut. Lorsque Corvus Glaive a envoyé un de ses Outriders pour trouver un nouveau monde à raser, l'Outrider a ciblé la Terre. 
L'Ordre noir arrive sur Terre à la recherche des Gemmes de l'infini, qui sont sous le contrôle des Illuminati. Chaque membre de l'Ordre cible un membre des Illuminati avec plus ou moins de succès. Au cours de leur recherche des gemmes, Ebony Maw trouve le fils de Thanos, Thane, que Thanos souhaite tuer. 
Lors d'une bataille avec les Avengers, Black Dwarf et Supergiant sont tués, Ebony Maw trahit Thanos et libère Thane. Thane piège Thanos, Corvus Glaive et Proxima Midnight dans une construction d'ambre qui les laisse dans un état de « mort vivant ». 
Alors qu'il était emprisonné dans le Triskelion, Thanos a été approché par une mystérieuse figure masquée qui lui a offert son soutien pour obtenir le Mjolnir de la Terre-1610. Thanos accepta l'accord. Afin de s'assurer du succès de l'opération, Thanos forma une deuxième incarnation de l'Ordre noir avec Proxima Midnight et Black Swan de la Terre-1365. Il les envoya sur le vaisseau du Collectionneur afin d'obtenir le Mjolnir de la Terre-1610. Là, le trio a affronté Thor et Beta Ray Bill mais n'a pas réussi à récupérer le marteau. De retour à Thanos, la figure masquée se révéla être la Déesse de la mort d'Asgardi, Hela qui tua brutalement Black Swan et Proxima Midnight pour démontrer sa puissance. Elle a dit à Thanos qu'elle avait besoin de son aide pour récupérer sa domination sur Hel et lui a proposé en échange de lui accorder la mort qu'il cherchait depuis longtemps. Ils s'embrassent ensuite dans une étreinte passionnée. 
Après que Thanos a été tué par Gamora, Hela et l'Ordre noir, utilisant maintenant Knowhere comme vaisseau, volent le corps de Thanos à Starfox, afin que Hela le ressuscite. Après avoir obtenu la tête d'Annihilus, l'Ordre noir se rendit à Eros, qui se révéla être la conscience de Thanos dans le corps de son frère, et prévoit de retourner dans son propre corps.

### La version de Corvus Glaive
Après la restructuration du multivers, au moment de la disparition de Thanos, Corvus Glaive a formé une seconde version de l'Ordre noir où il a rassemblé les pires criminels que l'univers avait à offrir dans le cadre de son plan pour créer son propre empire. À l'aide d'une lune appelée le Quadrant noir qui appartenait à Thanos, Corvus Glaive et l'Ordre noir commencèrent à conquérir différentes planètes. Lorsque Thanos revint, il brisa la lame du brochet de Corvus Glaive. Plutôt que de mourir aux mains de Thanos, Corvus Glaive prit la lame brisée et se suicida. Par la suite, Thanos a reconquis le Quadrant noir.

### La version du Challenger
Pendant l'arc No Surrender, l'Ordre noir a été réorganisé avec Ebony Maw et Black Swan avec Corvus Glaive, Proxima Midnight, et Black Dwarf de retour d'entre les morts tandis que Supergiant est vivant en tant que projection psychique. La Terre a été volée là où elle était le champ de bataille pour le combat de l'Ordre noir avec une version extraterrestre de la Légion Létale formée par le Grand Maître. Il a été révélé que cet Ordre noir a été formé par le Challenger qui est un ancien rival du Grand Maître. Après que les Avengers mirent fin au concours, l'Ordre noir se regroupe sur la planète Angargal. Ils sont approchés par le Grand Maître qui leur a fait une offre.

## Membres

### Première version de Thanos
- Black Dwarf - Membre de l'Ordre noir qui possède une super-force, une densité accrue et une peau impénétrable. Il est le frère de Corvus Glaive. Il est tué par Ronan l'accusateur[16].
- Corvus Glaive - Général le plus favorisé de Thanos[17] et époux de Proxima Midnight, sa force, sa vitesse, sa durabilité et son endurance ont été améliorées, il utilise aussi une lance tranchante qui peut couper à travers n'importe quoi. Lorsque Corvus Glaive tient la lance tranchante dans sa main, cela le rend immortel. Il se suicide pour éviter d'être tué par Thanos[12].
- Ebony Maw - Membre de l'Ordre noir qui possède un intellect de génie et se spécialise dans la persuasion. Il utilise un dispositif de téléportation et un générateur de champ de force.
- Proxima Midnight - Membre de l'Ordre noir, combattante au corps à corps ayant une super-force et un degré élevé de résistance aux blessures. Sa lance se transforme en un faisceau lumineux toxique inévitable. Elle est tuée par Hela[18].
- Supergiant - Membre de l'Ordre noir ayant des capacités télépathiques. Elle est apparemment tuée par Lockjaw, mais revient plus tard en tant qu'être d'énergie psychique.

### Version de Corvus Glaive
- Corvus Glaive - Chef. Se suicida.
- Coven - Un trio de trois sorcières sans nom. Après la mort de Corvus Glaive, le trio Coven est resté allié avec Thanos.

### Deuxième version de Thanos
- Thanos
- Proxima Midnight
- Cygne noir de la Terre-1365

### Version du Challenger
- Nain noir
- Cygne noir
- Corvus Glaive
- Ébène gueule
- Proxima Midnight
- Super géant

## Apparitions dans d'autres médias

### Télévision
L'Ordre noir apparaît dans Avengers Rassemblement, avec Proxima Midnight joué par Kari Wahlgren, Corvus Glaive joué par David Kaye, Ebony Maw joué par René Auberjonois, Supergiant jouée par Hynden Walch, et Black Dwarf n'ayant aucun dialogue. Le groupe apparaît pour la première fois dans l'épisode "Nouvelles Frontières" où ils s'infiltrent dans une prison spéciale dont ils éliminent les gardes et les défenses afin de libérer Thanos. Thanos conduit l'Ordre noir à attaquer New Korbin, ce qui pousse le Korbinote Jeter Kan Too à enrôler les Vengeurs pour aider leur monde. Dans l'épisode "Avengers World", l'Ordre noir se joint à l'attaque de Thanos sur la Terre et au combat contre les Vengeurs. Après la défaite de Thanos, l'Ordre noir est mentionné comme étant sous la garde des Gardiens de la Galaxie. L'Ordre noir apparaît dans Gardiens de la Galaxie, avec Kari Wahlgren, David Kaye et Hynden Walch reprenant leurs rôles de Proxima Midnight, Corvus Glaive et Supergiant tandis que Ebony Maw est joué par James Urbaniak et Black Dwarf par Jesse Burch. Dans l'épisode "Undercover Angle", Supergiant avait déjà été appréhendé par le Nova Corps tandis que les autres membres étaient vus sur la planète déserte d'Eilsel 4 en train de planifier l'obtention de l'arme universelle que Ronan l'Accusateur maniait. Lorsque les deux parties trouvent l'Arme Universelle, elles sont toutes deux attaquées par Titus, provoquant une trêve temporaire pour empêcher Titus de la vendre au Collectionneur. La plupart des membres de l'Ordre noir sont défaits par Titus et sont ensuite arrêtés par le Corps Nova. Dans l'épisode "Coincé dans le métal avec vous", l'Ordre noir attaque les Gardiens de la Galaxie sur la planète Retsemaw où se trouvait l'Armure des Destructeurs. Les ratons-laveurs ont utilisé le Destroyer Armor pour les vaincre facilement et ils ont été laissés attachés pour que le Nova Corps les ramasse. Dans l'épisode "Lyin' Eyes", Ebony Maw a été montré comme ayant quitté l'Ordre noir lorsqu'il a été influencé par la Mante pour rejoindre les Croyants Universels. Dans l'épisode "Free Bird", Ebony Maw a fait passer Proxima Midnight et Black Dwarf du côté des Croyants Universels. Tous les trois attaquent Star-Lord, Gamora et Groot sur Veros Seven, même s'ils se retrouvent dans un piège dans l'ancienne cachette des Ravageurs que Star-Lord a conçue quand il était jeune. Avec l'aide d'un parasite énergétique ressemblant à un oiseau sans nom qui a éclos d'un œuf que Groot a trouvé, Star-Lord, Gamora et Groot ont pu s'échapper du piège et repousser Ebony Maw, Black Dwarf et Proxima Midnight.

### Cinéma
- Ebony Maw, Black Dwarf (renommé Cull Obsidian), Proxima Midnight et Corvus Glaive apparaissent dans le film Avengers: Infinity War 2018, où ils sont connus comme les "Enfants de Thanos"[21]. Tom Vaughan-Lawlor exprime et capture des mouvements Ebony Maw; Terry notaire voix et capture de mouvement Cull Obsidian; Les voix de Carrie Coon et les captures faciales de Proxima Midnight, avec la capture de mouvement (bien que fournie par Coon en raison de sa grossesse pendant le tournage) fournie par la cascadeuse Monique Ganderton[22] ; et Michael James Shaw voix et capture de mouvement Corvus Glaive[23]. Les réalisateurs Joe et Anthony Russo ont pris plusieurs libertés créatives avec la représentation du groupe, notamment en excluant le cinquième membre Supergiant pour "consolidation"[24]. D'autres modifications incluent le changement de nom de Black Dwarf, le groupe est présenté comme "Les enfants de Thanos" et leurs capacités ont été revues pour le film.  Pour aider Thanos à trouver les pierres d'infini, iles sont envoyés sur Terre pour récupérer les pierres du temps et de l'esprit, tandis que Thanos, qui possède déjà les pierres de puissance et d'espace, se rend à Knowhere pour obtenir la pierre de réalité. Maw et Obsidian tentent de retirer la pierre du temps de l' œil d'Agamotto, que le docteur Strange porte dans une amulette et, n'y parvenant, le kidnappent, tandis que Glaive et Midnight tentent de voler la pierre de l'esprit de la vision. Au cours du film, ils sont chacun battus par les super-héros auxquels ils sont confrontés: Maw est vaincu par Tony Stark, Obsidian par Bruce Banner (dans l' armure Hulkbuster ), Midnight par Scarlet Witch et Glaive par Vision.
- Les Enfants de Thanos (Ganderton assumant pleinement le rôle de Midnight) reviennent dans le film Avengers: Endgame 2019, où les versions 2014 des personnages voyagent à travers le temps avec les forces de Thanos pour prendre part à la bataille sur Terre. Ils meurent tous une fois de plus : Obsidian est tué par Scott Lang, Glaive tué par Okoye et Maw et Midnight se font désintégrer avec le reste des forces de Thanos, lorsque Tony Stark active les Infinity Stones[25].

### Jeux vidéo
L'Ordre noir apparaît dans les jeux vidéo suivants : 
- Marvel: Avengers Alliance ;
- Marvel: Future Fight[26] ;
- Lego Marvel Super Heroes 2, dans le pack de contenu téléchargeable Avengers: Infinity War ;
- Marvel: Ultimate Alliance 3: The Black Order

Quatre membres de l'Ordre noir (Cull Obsidian, Ebony Maw, Proxima Midnight et Corvus Glaive) apparaissent dans : 
- Marvel : Tournoi des champions  ;
- Marvel vs. Capcom
- Marvel Strike Force